# Бреттин
Бреттин (нем. Brettin) — деревня в Германии, в земле Саксония-Анхальт. 
Входит в состав города Йерихов района Йерихов. Население составляет 846 человек (на 31 декабря 2006 года). Занимает площадь 9,02 км².

## История
Впервые упоминается в 1365.
В XX веке Бреттин имел статус общины (коммуны). С 1950 по 1956 год община входила в состав города Гентин.
1 января 2010 года община Бреттин вошла в состав города Йерихов.